# Meligethes

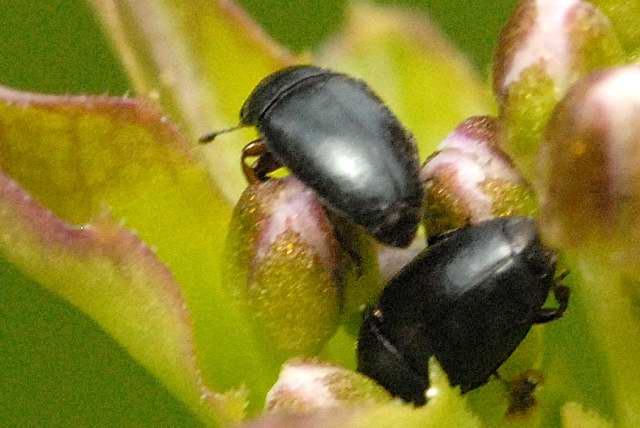
Meligethes flavimanus

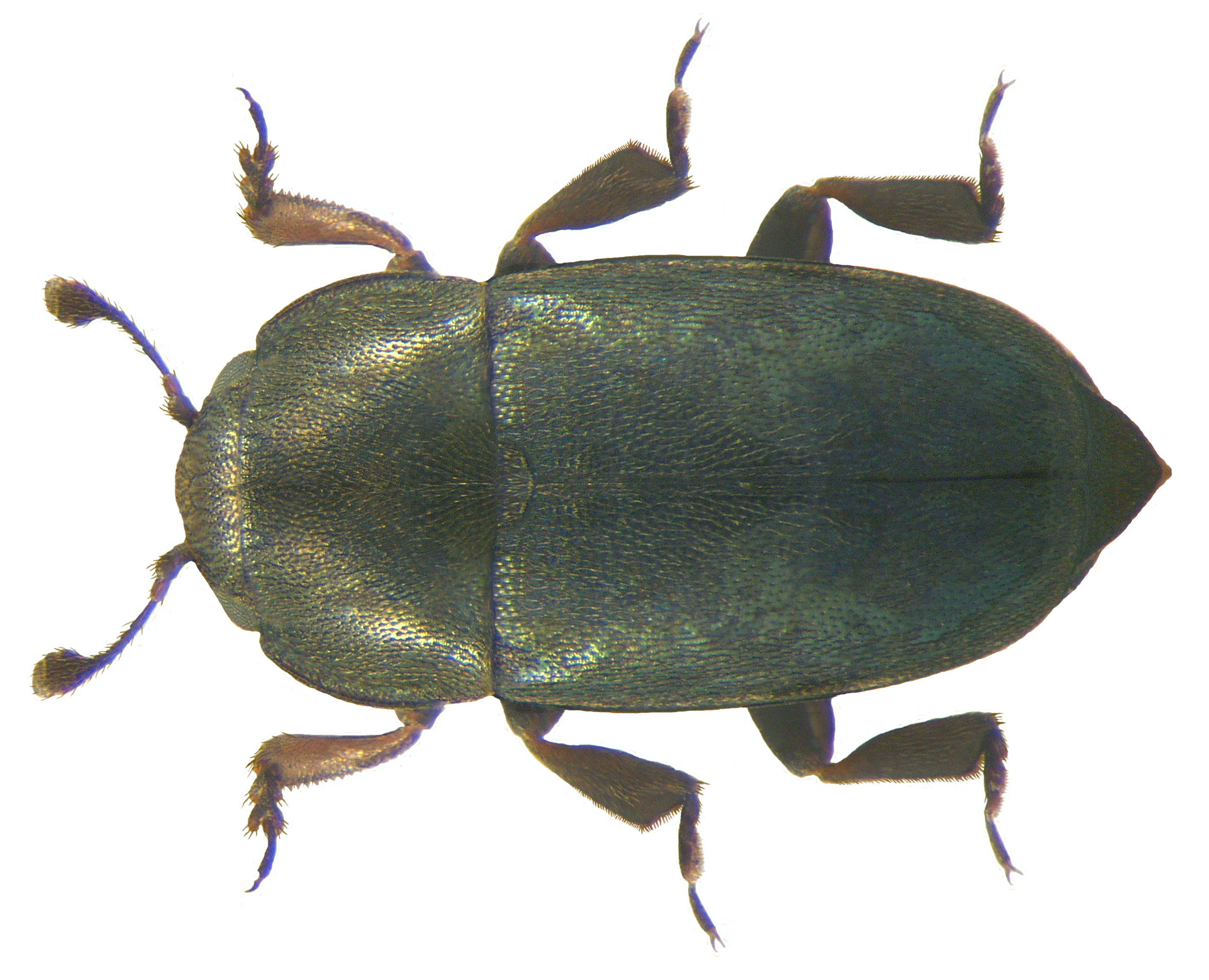
Рапсовый цветоед (из Meligethes выделен в Brassicogethes)

Meligethes (лат.) — род жуков-блестянок (Meligethinae, Nitidulidae). Палеарктика и Юго-Восточная Азия.

## Описание
Мелкие блестящие жуки (от 2,2 мм до 4,5 мм). Тело умеренно выпуклое, обычно широкое и овальное; дорсальные пунктуры на дискальной части переднеспинки такого же размера, как глазная фасетка или больше, плотные, обычно умеренно или глубоко вдавленные. Глаза большие и обычно умеренно выступающие латерально; переднеспинка с отчётливо выраженными задними углами, слабо острыми или почти под прямым углом, часто отчётливо направленными назад; щитик равномерно пунктирован на большей части открытой части; надкрылья обычно с простой пунктировкой. Опушение варьирует, обычно короткое и тонкое, у нескольких видов с длинными волосками, от золотистого до серебристо-беловатого цвета, плотное, редко частично закрывает обычно темно-коричневую (редко красноватую, металлически-зелёную или металлически-фиолетовую) спинную поверхность тела; бока переднеспинки и надкрылий относительно широко уплощены, обычно одного цвета с диском, у нескольких видов бледнее, красноватые; боковой край переднеспинки и надкрылий с рядом слабо выраженных, мелких и коротких волосков; задний край переднеспинки с длинными, обычно дистально раздвоенными микросетами, микросеты также равномерно распределены на средней области перед щитиком. Средние и задние голени уплощены. Усики 11-члениковые с булавой из 3—4 сегментов. Формула лапок: 5-5-5. Встречаются повсеместно. Антофаги, развиваются на цветках. Все виды, по-видимому, строго связаны для развития личинок с цветками растений семейства Розовые (Rosaceae), в частности кустарников шиповника, Rubus и родственные им роды. Ранее включаемый в состав Meligethes рапсовый цветоед развивается на рапсе, наносит вред.

## Систематика
Более 50 видов (ранее в широком составе включал до 250 видов). Род был впервые выделен в 1830 году. Имеющиеся молекулярные и морфологические данные дают убедительные и согласующиеся доказательства устойчивости относительно большой клады, включающей Meligethes, Brassicogethes и Meligethinus. Что касается Meligethes, этот род демонстрирует ряд преимущественно плезиоморфных признаков, что предполагает относительно низкое филогенетическое положение в кладе Meligethinae, с вероятно более близким родством с членами комплекса родов [Pria+ Microporum], а не с другими родами, ранее относимыми к Meligethes s. l..
Несколько бывших видовых комплексов Meligethes s. l. (где ранее числилось в широком составе до 250 видов) были выделены в род Brassicogethes (около 40 видов, включая рапсового цветоеда, ‘aeneus’, ‘coracinus’, ‘viridescens’, ‘coeruleovirens/simplex’, ‘squamosus’ species-groups), другие виды выделены в отдельные родовые таксоны Afrogethes (около 120 видов, комплексы ‘Meligethes reticulatus/forcipatus/coronatus’, ‘M. planiusculus’, ‘M. aethiopicus’, ‘M. voeltzkowi’, ‘M. amplicollis’), Lamiogethes (около 100 видов, комплексы ‘Meligethes difficilis’, ‘M. ruficollis/gloriosus’, ‘M. convexus’, ‘M. politus/phalacroides’), Chromogethes (около 30 видов, комплексы ‘Meligethes splendidulus’, ‘M. illustris’, ‘M. sjoestedti’), Clypeogethes и другие.
- ?Meligethes amei Audisio et Kirejtshuk, 1988 (Lamiogethes)
- Meligethes atramentarius Förster, 1849 (Lamiogethes)
- Meligethes atratus (Olivier, 1790)
- Meligethes aurantirugosus Audisio, Sabatelli & Jelinek, 2015[3]
- Meligethes auricomus Rebmann, 1956
- Meligethes aurifer Audisio, Sabatelli & Jelinek, 2015[3]
- Meligethes auripilis Reitter, 1889
  - syn. Meligethes brevipilus Kirejtshuk, 1980
- Meligethes auropilosus Liu, Yang, Huang, Jelinek & Audisio, 2016[7]
- ?Meligethes aurorugosus Liu, Yang, Huang, Jelínek et P. Audisio, 2016 (Odontogethes)
- Meligethes bidens Brisout de Barneville, 1863 (Lamiogethes)
- Meligethes bidentatus Brisout de Barneville, 1863 (Genistogethes)
- Meligethes binotatus Grouvelle, 1894
- Meligethes brunnicornis Sturm, 1845 (Lamiogethes)
- Meligethes buyssoni Brisout de Barneville, 1882 (Lamiogethes)
- Meligethes cardaminicola Audisio & Cline, 2015
- Meligethes chinensis Kirejtshuk, 1979
- Meligethes cinereoargenteus Audisio, Sabatelli & Jelinek, 2015[3]
- Meligethes coeruleivirens Förster, 1849 (Clypeogethes)
- Meligethes corvinus Erichson, 1845 (Astylogethes)
- Meligethes cyaneus Easton
- Meligethes denticulatus (Heer, 1841)
- Meligethes detractus Förster, 1891
- Meligethes difficilis (Heer, 1841)
- Meligethes distinctus Sturm, 1845
- Meligethes egenus Erichson, 1845 (Thymogethes)
- Meligethes elytralis Audisio, Sabatelli & Jelinek, 2015[3]
- Meligethes exilis Sturm, 1845 (Thymogethes)
- Meligethes ferrugineus Reitter, 1873
- Meligethes ferruginoides Audisio, Sabatelli & Jelinek, 2015[3]
- Meligethes flavicollis Reitter, 1873
- Meligethes flavimanus Stephens, 1830
- Meligethes gagathinus Erichson, 1845
- Meligethes haemorrhoidalis Förster, 1849 (Lamiogethes)
- Meligethes hoffmanni Reitter, 1871 (Sagittogethes)
- Meligethes incanus Sturm, 1845 (Sagittogethes)
- Meligethes isoplexidis Wollaston, 1854
- Meligethes kunzei Erichson, 1845 (Lamiogethes)
- Meligethes lloydi Easton, 1968
- Meligethes lugubris Sturm, 1845 (Thymogethes)
- Meligethes luteomaculatus Liu, Huang, Cline & Audisio, 2018[8]
- Meligethes macrofemoratus Liu, Yang, Huang, Jelinek & Audisio, 2016
- Meligethes maurus Sturm, 1845 (Sagittogethes)
- Meligethes morosus Erichson, 1845 (Lamiogethes)
- Meligethes nanus Erichson, 1845 (Stachygethes)
- Meligethes nepalensis Easton, 1968
- Meligethes norvegicus Easton, 1959
- Meligethes ochropus Sturm, 1845 (Lamiogethes)
- Meligethes ovatus Sturm, 1845 (Sagittogethes)
- Meligethes pallidoelytrorum Chen & Kirejtshuk, 2013[9]
- Meligethes pectinatus Schilsky, 1894
- Meligethes pectoralis Rebmann, 1956
- Meligethes pedicularius (Gyllenhal, 1808) (Lamiogethes)
- Meligethes persicus Faldermann, 1835
- Meligethes planiusculus (Heer, 1841) (Afrogethes)
- Meligethes politus Motschulsky, 1863
- Meligethes praetermissus Easton
- Meligethes pseudopectoralis Audisio, Sabatelli & Jelinek, 2015[3]
- Meligethes sadanarii Hisamatsu, 2010
- Meligethes salvan Audisio, De Biase & Antonini, 2003
- Meligethes scrobescens Chen, Lin, Huang & Yang, 2015[10]
- Meligethes semenovi Kirejtshuk, 1979
- Meligethes serripes (Gyllenhal, 1827) (Lamiogethes)
- Meligethes shimoyamai Hisamatsu, 1964
- Meligethes shirakii  Sadanari Hisamatsu, 1956
  - syn. Meligethes zakharenkoi Kirejtshuk, 2005
- Meligethes shirozui Hisamatsu, 1965
- Meligethes shrozuii Hisamatsu, 1965
- Meligethes solidus (Kugelann, 1794) (Acanthogethes)
- Meligethes subrugosus (Gyllenhal, 1808) (Astylogethes)
- Meligethes substrigosus Erichson, 1845
- Meligethes sulcatus Brisout de Barneville, 1863 (Lamiogethes)
- Meligethes symphyti (Heer, 1841) (Boragogethes)
- Meligethes torquatus Jelinek, 1997
- Meligethes transmissus Kirejtshuk, 1988
- Meligethes trapezithorax Liu, Huang, Cline & Audisio, 2018
- Meligethes tricuspidatus Liu, Huang, Cline & Audisio, 2018
- Meligethes tristis Sturm, 1845
- Meligethes tryznai Audisio, Sabatelli & Jelinek, 2015[3]
- Meligethes umbrosus Sturm, 1845 (Sagittogethes)
- Meligethes varicollis Wollaston, 1854
- Meligethes violaceus Reitter, 1873
- Meligethes volkovichi Audisio, Sabatelli & Jelinek, 2015[3]
- Meligethes vulpes Solsky, 1876
  - syn. Meligethes melanocephalus Rebmann, 1956
- Meligethes wagneri Rebmann, 1956
  - syn. Meligethes shirozui Sadanari Hisamatsu, 1965